# Dendrobium simondii
Dendrobium simondii är en orkidéart som beskrevs av François Gagnepain. Dendrobium simondii ingår i släktet Dendrobium, och familjen orkidéer. Inga underarter finns listade i Catalogue of Life.